# Gran Premio motociclistico della Repubblica Ceca 1994
Il Gran Premio motociclistico della Repubblica Ceca 1994 fu l'undicesimo Gran Premio della stagione e si disputò il 21 agosto 1994 sul circuito di Brno.
Nella classe 500 il vincitore fu per l'ottava volta nell'anno Mick Doohan, che nell'occasione si laureò per la prima volta campione del mondo, non essendo più raggiungibile, a tre gare dalla fine della stagione, da Kevin Schwantz, giunto settimo al traguardo. Insieme a Doohan finirono sul podio Shin'ichi Itō e Luca Cadalora.
Nella classe 250 Loris Capirossi, in testa alla classifica prima del Gran Premio, si ritirò all'ultimo giro per una caduta, il che permise a Max Biaggi, vincitore della corsa, di portarsi davanti a Capirossi nella graduatoria con un punto di vantaggio; Biaggi precedette sul traguardo Ralf Waldmann e Jean-Philippe Ruggia.
Le prime tre posizioni nella gara della classe 125 furono occupate invece da Kazuto Sakata, che estese a 51 punti il suo vantaggio su Noboru Ueda, secondo all'arrivo, mentre giunse terzo Stefano Perugini.
Nello stesso fine settimana si disputò la sesta gara della stagione dei sidecar, che vide il quarto successo dell'anno dell'equipaggio formato dagli svizzeri Rolf Biland e Kurt Waltisperg.

## Classe 500

### Arrivati al traguardo
| Pos | Nº | Pilota               | Squadra                 | Motocicletta  | Giri | Tempo     | Griglia | Punti |
| --- | -- | -------------------- | ----------------------- | ------------- | ---- | --------- | ------- | ----- |
| 1   | 4  | Mick Doohan          | Honda Team HRC          | Honda         | 22   | 45:39.974 | 2       | 25    |
| 2   | 7  | Shin'ichi Itō        | Honda Team HRC          | Honda         | 22   | +3.322    | 7       | 20    |
| 3   | 5  | Luca Cadalora        | Marlboro Team Roberts   | Yamaha        | 22   | +8.822    | 1       | 16    |
| 4   | 8  | Àlex Crivillé        | Honda Team HRC          | Honda         | 22   | +24.136   | 8       | 13    |
| 5   | 17 | Alberto Puig         | Ducados Honda Pons      | Honda         | 22   | +30.504   | 4       | 11    |
| 6   | 56 | Norifumi Abe         | Mister Yumcha Blue Fox  | Yamaha        | 22   | +39.996   | 11      | 10    |
| 7   | 1  | Kevin Schwantz       | Lucky Strike Suzuki     | Suzuki        | 22   | +48.526   | 6       | 9     |
| 8   | 6  | Alex Barros          | Lucky Strike Suzuki     | Suzuki        | 22   | +55.796   | 9       | 8     |
| 9   | 50 | Niall Mackenzie      | Slick 50 Team WCM       | ROC Yamaha    | 22   | +56.504   | 10      | 7     |
| 10  | 14 | Jeremy McWilliams    | Millar Racing           | Yamaha        | 22   | +1:08.220 | 13      | 6     |
| 11  | 18 | Bernard Garcia       | Yamaha Motor France     | ROC Yamaha    | 22   | +1:09.162 | 12      | 5     |
| 12  | 15 | John Reynolds        | Padgett's Motorcycles   | Harris Yamaha | 22   | +1:10.328 | 14      | 4     |
| 13  | 19 | Sean Emmett          | Shell Harris Grand Prix | Harris Yamaha | 22   | +1:38.539 | 16      | 3     |
| 14  | 36 | Jean Foray           | Jean Foray Racing       | ROC Yamaha    | 22   | +1:38.563 | 21      | 2     |
| 15  | 44 | Marc Garcia          | DR Team Shark           | ROC Yamaha    | 22   | +1:38.627 | 20      | 1     |
| 16  | 51 | Jean Pierre Jeandat  | JPJ Racing              | ROC Yamaha    | 22   | +1:40.832 | 27      |       |
| 17  | 27 | Bernard Haenggeli    | Haenggeli Racing        | ROC Yamaha    | 22   | +1:41.042 | 19      |       |
| 18  | 24 | Cristiano Migliorati | Team Pedercini          | ROC Yamaha    | 22   | +1:56.688 | 22      |       |
| 19  | 25 | Marco Papa           | Team Elit               | ROC Yamaha    | 21   | +1 giro   | 23      |       |
| 20  | 21 | Cees Doorakkers      | Team Doorakkers         | Harris Yamaha | 21   | +1 giro   | 29      |       |

### Ritirati
| Nº | Pilota           | Squadra              | Motocicletta  | Giri | Griglia |
| -- | ---------------- | -------------------- | ------------- | ---- | ------- |
| 11 | John Kocinski    | Cagiva Team Agostini | Cagiva        | 21   | 3       |
| 12 | Juan López Mella | Lopez Mella Racing   | ROC Yamaha    | 17   | 17      |
| 16 | Laurent Naveau   | Euro Team            | ROC Yamaha    | 15   | 18      |
| 10 | Doug Chandler    | Cagiva Team Agostini | Cagiva        | 12   | 5       |
| 20 | Kevin Mitchell   | MBM Racing           | Harris Yamaha | 9    | 28      |
| 23 | Lucio Pedercini  | Team Pedercini       | ROC Yamaha    | 6    | 26      |
| 34 | Bruno Bonhuil    | MTD Objectif 500     | ROC Yamaha    | 5    | 24      |
| 29 | Andreas Leuthe   | Doppler Austria      | ROC Yamaha    | 3    | 25      |
| 72 | Michael Liedl    | Team ROC             | ROC Yamaha    | 1    | 15      |

### Non qualificato
| Nº | Pilota          | Squadra    | Motocicletta |
| -- | --------------- | ---------- | ------------ |
| 33 | Paul Pellissier | Team Paton | Paton        |

## Classe 250

### Arrivati al traguardo
| Pos | Nº | Pilota                    | Moto    | Giri | Tempo     | Griglia | Punti |
| --- | -- | ------------------------- | ------- | ---- | --------- | ------- | ----- |
| 1   | 4  | Max Biaggi                | Aprilia | 20   | 42:09.445 | 1       | 25    |
| 2   | 28 | Ralf Waldmann             | Honda   | 20   | +6.425    | 4       | 20    |
| 3   | 17 | Jean-Philippe Ruggia      | Aprilia | 20   | +9.583    | 6       | 16    |
| 4   | 11 | Nobuatsu Aoki             | Honda   | 20   | +32.565   | 8       | 13    |
| 5   | 8  | Tadayuki Okada            | Honda   | 20   | +37.479   | 9       | 11    |
| 6   | 22 | Jean-Michel Bayle         | Aprilia | 20   | +37.523   | 10      | 10    |
| 7   | 15 | Luis d'Antín              | Honda   | 20   | +42.634   | 7       | 9     |
| 8   | 19 | Eskil Suter               | Aprilia | 20   | +42.996   | 13      | 8     |
| 9   | 12 | Wilco Zeelenberg          | Honda   | 20   | +47.548   | 11      | 7     |
| 10  | 6  | Andreas Preining          | Aprilia | 20   | +57.443   | 14      | 6     |
| 11  | 38 | Luis Maurel               | Honda   | 20   | +57.995   | 18      | 5     |
| 12  | 16 | Patrick van den Goorbergh | Aprilia | 20   | +58.531   | 21      | 4     |
| 13  | 20 | Adrian Bosshard           | Honda   | 20   | +1:03.315 | 15      | 3     |
| 14  | 40 | Giuseppe Fiorillo         | Honda   | 20   | +1:24.497 | 19      | 2     |
| 15  | 29 | Juan Bautista Borja       | Honda   | 20   | +1:32.223 | 25      | 1     |
| 16  | 69 | James Haydon              | Honda   | 20   | +1:32.833 | 26      |       |
| 17  | 34 | Christian Boudinot        | Aprilia | 20   | +1:33.247 | 28      |       |
| 18  | 62 | Jürgen Fuchs              | Honda   | 20   | +1:33.336 | 17      |       |
| 19  | 37 | Noël Ferro                | Honda   | 20   | +1:33.977 | 30      |       |
| 20  | 13 | Frédéric Protat           | Honda   | 20   | +2:02.271 | 27      |       |
| 21  | 33 | Kristian Kaas             | Yamaha  | 19   | +1 giro   | 31      |       |
| 22  | 31 | Enrique de Juan           | Aprilia | 19   | +1 giro   | 32      |       |
| 23  | 35 | Rodney Fee                | Honda   | 19   | +1 giro   | 33      |       |

### Ritirati
| Nº | Pilota                   | Moto    | Giri | Griglia |
| -- | ------------------------ | ------- | ---- | ------- |
| 2  | Loris Capirossi          | Honda   | 19   | 2       |
| 27 | Adi Stadler              | Honda   | 11   | 20      |
| 39 | Alessandro Gramigni      | Aprilia | 10   | 23      |
| 1  | Tetsuya Harada           | Yamaha  | 9    | 5       |
| 25 | Kenny Roberts Jr.        | Yamaha  | 4    | 16      |
| 23 | Carlos Checa             | Honda   | 3    | 22      |
| 32 | Jurgen van den Goorbergh | Aprilia | 3    | 12      |
| 72 | Bohumil Staša Jr.        | Aprilia | 1    | 29      |
| 30 | José Luis Cardoso        | Aprilia | 1    | 24      |
| 5  | Doriano Romboni          | Honda   | 0    | 3       |

## Classe 125

### Arrivati al traguardo
| Pos | Nº | Pilota                | Moto    | Giri | Tempo     | Griglia | Punti |
| --- | -- | --------------------- | ------- | ---- | --------- | ------- | ----- |
| 1   | 2  | Kazuto Sakata         | Aprilia | 19   | 42:34.015 | 1       | 25    |
| 2   | 5  | Noboru Ueda           | Honda   | 19   | +2.639    | 4       | 20    |
| 3   | 32 | Stefano Perugini      | Aprilia | 19   | +3.295    | 5       | 16    |
| 4   | 8  | Jorge Martínez        | Yamaha  | 19   | +3.397    | 7       | 13    |
| 5   | 3  | Takeshi Tsujimura     | Honda   | 19   | +14.431   | 6       | 11    |
| 6   | 36 | Masaki Tokudome       | Honda   | 19   | +14.569   | 8       | 10    |
| 7   | 1  | Dirk Raudies          | Honda   | 19   | +16.588   | 11      | 9     |
| 8   | 28 | Hideyuki Nakajō       | Honda   | 19   | +16.681   | 9       | 8     |
| 9   | 7  | Oliver Petrucciani    | Aprilia | 19   | +16.737   | 12      | 7     |
| 10  | 30 | Manfred Geissler      | Aprilia | 19   | +16.893   | 21      | 6     |
| 11  | 15 | Stefan Prein          | Yamaha  | 19   | +16.987   | 14      | 5     |
| 12  | 27 | Tomoko Igata          | Honda   | 19   | +29.579   | 16      | 4     |
| 13  | 21 | Carlos Giró           | Aprilia | 19   | +29.723   | 18      | 3     |
| 14  | 35 | Loek Bodelier         | Honda   | 19   | +29.767   | 26      | 2     |
| 15  | 31 | Gianluigi Scalvini    | Aprilia | 19   | +34.331   | 19      | 1     |
| 16  | 19 | Garry McCoy           | Aprilia | 19   | +34.389   | 22      |       |
| 17  | 22 | Lucio Cecchinello     | Honda   | 19   | +34.611   | 15      |       |
| 18  | 45 | Luigi Ancona          | Honda   | 19   | +35.539   | 24      |       |
| 19  | 12 | Haruchika Aoki        | Honda   | 19   | +37.397   | 20      |       |
| 20  | 33 | Vittorio Lopez        | Honda   | 19   | +37.462   | 25      |       |
| 21  | 37 | Frédéric Petit        | Yamaha  | 19   | +50.300   | 23      |       |
| 22  | 47 | Juan Enrique Maturana | Yamaha  | 19   | +52.345   | 32      |       |
| 23  | 16 | Manfred Baumann       | Yamaha  | 19   | +57.350   | 28      |       |
| 24  | 48 | Fausto Ricci          | Aprilia | 19   | +1:07.917 | 30      |       |
| 25  | 39 | Nicolas Dussauge      | Honda   | 19   | +1:42.003 | 35      |       |

### Ritirati
| Nº | Pilota                | Moto    | Giri | Griglia |
| -- | --------------------- | ------- | ---- | ------- |
| 14 | Oliver Koch           | Honda   | 14   | 17      |
| 26 | Emilio Alzamora       | Honda   | 7    | 29      |
| 25 | Neil Hodgson          | Honda   | 7    | 13      |
| 38 | Massimiliano Gervasio | Honda   | 7    | 33      |
| 24 | Hans Spaan            | Honda   | 4    | 27      |
| 72 | Jaroslav Huleš        | Honda   | 3    | 31      |
| 9  | Herri Torrontegui     | Aprilia | 0    | 3       |
| 10 | Peter Öttl            | Aprilia | 0    | 2       |
| 44 | Yasuaki Takahashi     | Honda   | 0    | 34      |
| 73 | Benjamin Weiss        | Honda   | 0    | 36      |

### Non partito
| Nº | Pilota      | Moto  | Griglia |
| -- | ----------- | ----- | ------- |
| 6  | Akira Saitō | Honda | 10      |

## Classe sidecar
Gli svizzeri Rolf Biland-Kurt Waltisperg vincono davanti ai connazionali Markus Bösiger-Jürg Egli e a Steve Webster-Adolf Hänni. In classifica, a due gare dal termine, Biland conduce con 116 punti; lo seguono Webster a 79, Derek Brindley a 73 e Bösiger a 72. 

### Arrivati al traguardo (posizioni a punti)
| Pos | Pilota             | Passeggero              | Moto            | Giri | Tempo     | Punti |
| --- | ------------------ | ----------------------- | --------------- | ---- | --------- | ----- |
| 1   | Rolf Biland        | Kurt Waltisperg         | LCR-Swissauto   | 19   | 40:52.767 | 25    |
| 2   | Markus Bösiger     | Jürg Egli               | LCR-ADM         | 19   | +4.113    | 20    |
| 3   | Steve Webster      | Adolf Hänni             | LCR-Yamaha      | 19   | +4.798    | 16    |
| 4   | Derek Brindley     | Paul Hutchinson         | LCR-Honda       | 19   | +6.285    | 13    |
| 5   | Ralph Bohnhorst    | Peter Brown             | LCR-Steinhausen | 19   | +19.809   | 11    |
| 6   | Paul Güdel         | Charly Güdel            | LCR-ADM         | 19   | +26.102   | 10    |
| 7   | Yoshisada Kumagaya | Mike Finnegan           | LCR-ADM         |      |           | 9     |
| 8   | Markus Egloff      | Urs Egloff              | LCR-Yamaha      | 19   | +1:10.028 | 8     |
| 9   | Barry Brindley     | Scott Whiteside         | LCR-Yamaha      |      |           | 7     |
| 10  | Benny Janssen      | Frans Geurts van Kessel | LCR-Yamaha      |      |           | 6     |
| 11  | Billy Gällros      | Peter Berglund          | LCR-Yamaha      |      |           | 5     |
| 12  | Kevin Webster      | Harry Hofsteenge        | LCR-Krauser     |      |           | 4     |
| 13  | André Vögeli       | Hansueli Wickli         | LCR-Yamaha      | 18   | +1 giro   | 3     |
| 14  | David Hoskin       | David James             | LCR-ADM         |      |           | 2     |
| 15  | Kieron Kavanagh    | David Horne             | LCR-Krauser     |      |           | 1     |